# Aluízio Ferreira Palmar
Aluízio Ferreira Palmar (Rio de Janeiro (estado), São Fidélis, 24 de maio de 1943) é um jornalista, escritor e ativista social brasileiro. Importante nome da Luta armada contra a ditadura militar brasileira, é autor do livro Onde foi que vocês enterraram nossos mortos?, autobiografia que narra a busca por guerrilheiros desaparecidos durante a Ditadura militar brasileira, além de ser editor-chefe e fundador do site Documentos Revelados, que concentra diversos arquivos históricos de presos e investigados políticos oriundos do período de exceção.

## Breve histórico
Em 1967, fundou o Movimento Revolucionário Oito de Outubro. Devido à militância na resistência à Ditadura militar brasileira, foi preso em 4 de abril de 1969. Após passar pelos centros de tortura do DOI-CODI, em 14 de janeiro de 1971, foi banido do país e exilado, juntamente com outros 70 presos políticos, em troca da libertação do embaixador da Suíça no Brasil, Giovanni Bucher.
No Chile, governado pela Unidade Popular (VPR), ingressou na Vanguarda Popular Revolucionária, sendo um dos seus principais dirigentes. Um ano e meio após ter chegado ao Chile, retornou à luta revolucionária no Brasil, para organizar a logística da VPR na região do Alto Rio Uruguai.
Com o golpe militar no Chile, em 11 de setembro de 1973 e a desativação das organizações armadas, Palmar submeteu-se à clandestinidade, por um período de seis anos. Em maio de 1979, foi para o Rio de Janeiro, onde aguardou a Anistia Política, promulgada em agosto de 1979.

## Retorno ao Brasil
Após a anistia política, mudou-se para Foz do Iguaçu/PR.
Atualmente, com 80 anos, Aluízio Palmar exerce atividades no campo político e social. Foi o criador e editor do jornal Nosso Tempo, é cidadão honorário de Foz do Iguaçu, presidente do Centro de Direitos Humanos e Memória Popular, membro do Conselho Permanente dos Direitos Humanos do Paraná e do Comitê Estadual Memória Verdade e Justiça, tendo recebido a Medalha Chico Mendes de Resistência, no ano de 2021.